# Begonia fraseri
Begonia fraseri là một loài thực vật có hoa trong họ Thu hải đường. Loài này được Kiew mô tả khoa học đầu tiên năm 1995.